# Санкт-Петербургская общественная организация инвалидов и семей воинов, погибших в Республике Афганистан
Санкт-Петербургская Общественная организация инвалидов и семей воинов, погибших в Республике Афганистан — общественная организация Санкт-Петербурга, деятельность которой направлена на защиту интересов и поддержку социально уязвимых категорий граждан — инвалидов, получивших увечье в боевых действиях в Афганистане, а также жён, матерей и детей погибших в этой войне солдат.
Является одной из 10 наиболее крупных общественных организаций в Санкт-Петербурге, объединяющих ветеранов боевых действий в Афганистане.

## История организации
Организация ведёт свою деятельность с 1991 года.
В настоящее время[какое?] руководителем организации является Дмитриев Виктор Дмитриевич.
Организация входит в число крупнейших ветеранских объединений, действующих на территории Санкт-Петербурга.

## Деятельность организации
Организация проводит социально значимые мероприятия различной направленности. В частности, она оказывала содействие в оказании медицинской помощи и предоставлении жилья членам организации и их семьям. В 2011 году несколько инвалидов были обеспечены современными инвалидными колясками. Проводятся мероприятия, направленные на возвращение ветеранов боевых действий к обычной жизни, получения высшего образования. В рамках партнёрства с Северо-Западным государственным заочным техническим университетом организованы специальные группы для ветеранов, желающих получить высшее техническое образование.
Организация активно участвует в проведении памятных мероприятий. В частности, 22 октября 2011 года в Парке Интернационалистов Санкт-Петербурга была впервые проведена памятная акция «Помни нас, Россия» в рамках «Дней белых журавлей». Также «Дни белых журавлей» включали в себя проведение «уроков памяти» в школах Приморского района Санкт-Петербурга..
Большое значение Организация придаёт сохранению памяти о погибших. При содействии организации в 2011 году был осуществлён ремонт мемориала на Серафимовском кладбище, а также других мест захоронения солдат.
Источниками средств организации являются этого денежные поступления от спонсоров, добровольные перечисления ветеранских объединений, а также средства, полученные организацией в качестве пожертвований при проведении городских ярмарок.